# David Garrison
David Earl Garrison (Long Branch, Nueva Jersey, 30 de junio de 1952) es un actor estadounidense. Su sede principal es el espectáculo vivo, pero puede ser más ampliamente conocido por sus numerosos papeles en televisión, en particular la de Steve Rhoades en Matrimonio con hijos. Previo a este cargo, protagonizó junto a Jason Bateman la comedia de It's Your Move.

## Primeros años
Garrison nació en Long Branch, Nueva Jersey, hijo de Maude B., una maestra, y Earl B. Garrison, un administrador de la escuela.

## Carrera
Aunque es más conocido por sus papeles de televisión, ya que sigue apareciendo con frecuencia como actor invitado en televisión, Garrison es ante principalmente un actor de teatro, especialmente de musicales. Ha aparecido en numerosas producciones de todo Estados Unidos, incluyendo muchos espectáculos de Broadway. Estas apariciones incluyen un día en Hollywood/noche en Ucrania por la que recibió una nominación al Tony, Titanic, Torch Song Trilogy, los Piratas de Penzance, a sonar las campanas y Off-Broadway en I Do! I Do!. También tiene grabaciones de varios musicales. 
Garrison interpretó a Nathan Detroit en Guys and Dolls (gira nacional), al Diablo en el Fausto de Randy Newma, Henry Carr en Travestis (Williamstown), Frosch en Die Fledermaus (Santa Fe Opera), El Maravilloso Mago de Oz en la gira Wicked (nacional) y Charley en el estadio Arena de reactivación Merrily We Roll Along por la que recibió el Premio Helen Hayes. 
Garrison también ha interpretado numerosos papeles para la televisión. En 1984 y 1985 actuó como Norman Lamb en la comedia de It's Your Move, que solo duró una temporada. En 1987, Garrison consiguió su papel más conocido, retratando a Steve Rhoades, vecino de la familia Bundy, en la popular serie Matrimonio con Hijos durante 4 temporadas y media. 
A pesar de disfrutar interpretando a Steve Rhoades, su añoranza del teatro hizo que dejara la popular serie televisiva. No obstante, fue un habitual en la producción de la NBC "Working It Out" en 1990, poco después de su salida de Matrimonio con Hijos). Un regalo de despedida de los productores de la serie era un policía gordo llamado "Mug Shot" actuando como Rhoades, con la leyenda "Gotta sing, gotta dance, gotta fucking starve to death" No obstante, Garrison se separó en buenos términos, apareciendo cuatro veces en las siguientes temporadas, así como en una reunión especial. Aunque se le recuerda por el personaje de Rhoades, no fue entrevistado ni presentado en el programa de televisión "TV Land Award 2009" cuando fue homenajeado todo el elenco de la serie. 
Aparte de "Matrimonio con hijos", tuvo otras apariciones en: "Law & Order", "The Practice", "Without a Trace", "Everybody Loves Raymond", "NYPD Blue", "Judging Amy", "Murphy Brown", "She Wrote", "LA Law", "Tom Clancy's Op-Center" y "PBS Great Performances", sobre la ciudad con la Orquesta Sinfónica de Londres e Ira Gershwin en 100: una celebración en el "Carnegie Hall". Garrison también participó en varias entregas de los $ 25,000 Pyramid como huésped de la celebridad en 1988. 
Garrison ha sido confirmado para protagonizar una obra llamada 'Red'.